# Полтва (роман)
«Полтва» — роман українського письменника Романа Андріяшика. Роман «Полтва» був опублікований двома частинами в часописі «Прапор» (№ 8-9) в 1969 році. У 1982 році роман у значно переробленому вигляді був опублікований під назвою «Думна дорога». Роман розповідає історію львівської журналістки та підпільного діяча, та про їхні зусилля створити у Львові підпільний університет в умовах знаходження західноукраїнських земель у складі Польщі в 1920-х роках.

## Публікації
У 1969 році роман «Полтва» вперше був опублікований двома частинами в часописі «Прапор» (№ 8-9).
У 1971 році «Полтва» частинами була опублікована у часописі «Сучасність», який видавався Українським товариством закордонних студій «Сучасність».
У 1982 році в значно переробленому вигляді роман друкується видавництвом «Радянський письменник» під назвою «Думна дорога».

## Переклади
В 1988 році роман виданий російською мовою (перекладач Владислав Тетерін) під назвою «Марта». Переклад став об'єктом критики через зміну назви роману. Через зміну назви, на думку Марії Федорів, завуальовується символізм, пов'язаною із Полтвою — замурованою в бетон річку, що тече піді Львовом. Крім того, Федорів стверджує, що в перекладі Тетеріна відлущуються ідеологічно незручні концептуально-смислові пласти, а Марта, головна героїня, постає манірною, несамостійною та боязкою міщанкою.

## Сюжет
Події роману відбуваються в першій половині 1920-х рр. В очікуванні звільнення з Бригідок свого коханого, політв'язня Юліана, Марта, львівська журналістка газети «Народна доля» (у першому виданні, опублікованому в «Прапорі» та «Сучасності», газета називалась «Земля і воля»), продовжує працювати, спілкуватися з колегами, та опікуватися Олесею, дівчиною, яку взяла з притулку вже коли Юліан був за ґратами. Також в очікуванні Юліана, Марта зустрічається з його викладачем, професором Риданом, з яким обговорює ідею підпільного університету та закликає професора читати в ньому лекції.
Одного дня Мирося, гімназійська подруга та колега Марти, принесла їй листа від Юліана, з якого Марта дізнається, що його звільнили та він перебуває у Золочеві, куди й запрошував свою кохану. Не згадуючи про Юліана, Марта каже Олесі, що її відправляють у відрядження у повіти на три дні та що Олеся на цей час залишиться із Миросею. Журналістка їде до Золочева, де зустрічається з Юліаном.
У Золочеві Марта та Юліан проводять час в садибі Тодосія Сліпчука, колишнього наймита багатого галицького емігранта, що приїхав з Аргентини, щоб вмерти на Галичині. Юліан спочатку уникає розмов про підпільний університет, а потім зізнається Марті, що його попередили, що влада вносить викладачів та студентів університету в чорні списки, і якщо викриють, що комуністи, а Юліан є комуністом, причетні до університету, то до чорних списків додадуть матеріали святоюрського процесу. Марта погоджується, що цього не можна допустити, та що справами університету має керувати не Юліан, а інші діячі. На додаток Юліан зізнався, що його звільнили двома тижнями раніше, і що в день звільнення він прийшов до Марти, не знаючи, що Марта приютила Олесю, оскільки не отримав листа, в якому Марта розповідала йому про неї. Олеся, також не знаючи нічого про Юліана, проганяє його.
Почувши про Олесю, Марта розуміє, що дівчинка може щось накоїти, зривається з місця та їде до Львова. Вдома Марселла, власниця помешкання, яке винаймає Марта, повідомляє їй, що приходила Мирося та повідомила, що Олеся зникла. В пошуках Олесі Марті допомагають її колега Захар Найда та Тодосій Сліпчук, який приїхав передати Марті листа від Юліана та повідомити про його арешт. Згодом виявилось, що Олеся втекла від Миросі, блукала біля театру та впала в каналізаційний люк, де її побачила прибиральниця театру, і на очах у прибиральниці кинулася в канал, тобто річку Полтву, що тече піді Львовом.
Марта, Захар Найда та чоловік Миросі Михайло стараються започаткувати заняття підпільного університету. На роботі Полянський повідомляє Марті, що капітан Ренет, підлеглий Родзісада, консультувався з Варшавою з приводу її долі та радить Марті виїхати зі Львова на місяць. Марта, скориставшись порадою Полянського, їде до батьків у рідне село. Там вона проводить час із батьками, сестрами та їхніми родинами.
До села приїздить Юліан і розповідає Марті, що дав підписку про те, що більше не займатиметься політикою, та ймовірність еміграції за Збруч, тобто до радянської України. Вони з Мартою рушають до Карпат, де зупиняються біля Ворохти в гуцулки Ксені. Там Марта розуміє, що вагітна, але нічого не каже про це Юліану, який збирається навесні перейти за Збруч.
В березні Марта з Юліаном їдуть до Заліщиків, звідки Юліан має вирушити до кордону. У справі перетину кордону Марті та Юліану допомагає Ганна Скорик, безробітна вчителька з Козаччини. Юліан переходить за Збруч, Марта лишається по цей бік кордону. Марта вирішує повертатися до Львова. Перед від'їздом Марта йде на прогулянку, де зустрічає майор Ренета, який прибув, щоб заарештувати її. В процесі суперечки Ренет б'є Марту, і вона падає в Дністер. Буковинський селянин виловлює Марту з річки на території Румунії, місцеві жінки повертають її до життя, щоб вона могла звестись на ноги. Марта передає листа до Найди на польський бік. Найда, виклопотавши візу, приїздить на Буковину, яка тоді входила до складу Румунії, зізнається Марті в коханні, після чого повертається до Львова. В день приїзду він отримує звістку про смерть Марти. Він ще раз їде на Буковину, але не встигає на похорон Марти. Він дізнається, що Марта померла після пологів, залишивши здорову дівчинку. Подолавши бюрократичні перепони, Найда вивозить дівчинку до Галичини.

## Основні персонажі
Марта Чорнеза — львівська журналістка, яка працює у виданні «Земля і воля» (в пізніших виданнях — «Народна доля»).
Юліан Господар — чоловік Марти та організатор підпільного університету на прізвисько Цезар, який час від часу потрапляє до Бригідок, через свою діяльність.
Олеся — народжена у концтаборі дівчина, яку Марта взяла під опіку з дитячого притулку.
Марселла (Текля) — колишня покоївка полковника Родзісада, начальника секретної служби, та власниця помешкання, в якому Марта винаймає кімнату.
Мирося Коваль — подруга Марти з часів гімназії та її колега з «Землі і волі».
Михайло Коваль — чоловік Миросі, один з організаторів підпільного університету
Захар Найда — колега Марти, репортер в  «Землі і волі».
Гектор Свид — редактор газети «Земля і воля», шеф Марти.
Георг Івахін — білоемігрант, нащадок рязанських поміщиків, колега Марти, працівник «Землі і волі».
Гамільтон Полянський — польський розвідник, який працював в тому числі й в Росії, колега Марти, працівник «Землі і волі».
Тодосій Сліпчук — колишній емігрант, який повернувся до Галичини і осів у Золочіві та згодом одружився з Марселлою.  
Професор Ридан — колишній Юліанів викладач, що погодився читати лекції в підпільному університеті.
Гуцулка Ксеня — господиня помешкання в Карпатах, де деякий час живуть Марта та Юліан.
Ганна Скорик — безробітна вчителька з села Козаччина, що допомагає Марті та Юліану, коли Юліан мав перейти кордон.
Майор Ренет — заступник полковника Родзісада, начальника секретної служби.

## Зв'язок із романом «Люди зі страху»
«Полтву» можна вважати своєрідним спінофом роману «Люди зі страху», оскільки, деякі з персонажів «Людей зі страху» є також героями «Полтви»: Кость Грушевич, Марселла (Текля), Тодосій Сліпчук. Юліан та Марта згадують про деяких персонажів «Людей зі страху», серед них — Прокоп Повсюда, Микола Павлюк, професор Кривов'яз, Петро Ганиш, Олексій Чорнота.

## Основні теми та символи
На фоні основної сюжетної лінії — створення підпільного університету для українців — автор торкається важливих суспільних та політичних питань.

### Деукраїнізація та полонізація
Найяскравішою політичною темою є деукраїнізація та полонізація Галичини. Очевидно, що сама ідея організації підпільного університету виникла як відповідь на полонізацію. Вустами розвідника Полянського автор пояснює мету деукраїнізації: «Деукраїнізація проводиться за планом створення санітарного кордону з червоною Росією.» Пізніше, в розмові з Мартою, Полянський повідомляє, що начебто дізнався з однієї секретної записки до польського уряду про заплановану полонізацію польських окраїн у межах Ризького договору, тобто Галичини та частково Волині. Юліан пояснює енергійні зусилля з полонізації тим, що долю Галичини буде вирішувати Ліга Націй.
На сторінках роману Андріяшик знайомить читачів із різноманітними проявами політики полонізації. Деякі з цих проявів жорсткі та очевидні: створення умов, що унеможливлювали навчання українців у Львівському університеті, що фактично було рівнозначним забороні. Про один з драматичних епізодів такої заборони читач дізнається завдяки тому, що в потягу Марта розбалакалась із Оксаною Скорик, та згадала, звідки їй знайоме ім'я дівчини: з газети, в якій розповідалось про університетський конфлікт, що спалахнув через те, що польські студенти та професура добивалась полонізації університету. Така позиція викликала супротив, і на вулицях виросли барикади. У ході конфлікту був вбитий наречений Оксани Скорик, яка в свою чергу, намагалась вчинити самогубство, але її врятували лікарі. Цей епізод демонструє, наскільки гнівно та болісно сприймалась полонізація університету українськими студентами.
В той же час, Андріяшик дає зрозуміти, що польська влада вдавалась і до хитріших, вишуканіших методів. Так, намагаючись заперечити, що відбувається деукраїнізація галицьких шкіл, польська влада робить спробу залучити на свій бік українську інтелігенцію. За дорученням свого шефа, Гектора Свида, Марта підписала спростування діячами культури, того, що здійснювалась деукраїнізація галицьких шкіл. Пізніше за цей вчинок їй докоряв Юліан. «Які стратегічні чи тактичні мотиви спонукували бойову галичанку підписати спростування діячів культури про те, що не здійснюється полонізація?» — питав він у Марти. На що вона відповіла, що це «сталося по-дурному».
Побутове спольщення українців вітається та полегшує життя. Гектор Свид каже, що «можливість відчути таку-сяку самопевність появляється тоді, коли розмовляєш по-польськи.» Він також вказує на привілейоване становище поляків на Галичині: «А запишеш у метриці, що ти — поляк, тобі й робота, і квартира, і розваги, і для дітей — школа з кваліфікованими педагогами, і на старість — пенсійне забезпечення.» Відтак, недивно, що деякі українці прагнули спольщитись. Так, Текля, колишня сільська дівчина, яку ґвалтували польські солдати та Родзісад, ставши пізніше власницею будинку у Львові, просила називати її на польський лад пані Марселлою і сама вперто розмовляла по-польськи. Батько розповідає Марті про односільчанина Дулигу, який прикинувся поляком, і влаштувався у школі, в якій так лютував, що батьки навіть збирались писати до Варшави. В потягу Марта чує розмову мандрівних акторів, і дізнається, що тринадцятирічний хлопчик хоче вчити дітей польської мови, сподіваючись, що «під чуже слово вернеться доля».

### Репресії проти молодого покоління
Нерозривно пов'язаною із полонізацією є тема репресій. Репресії — це реакція на опір галичан політиці польського уряду. Головний прояв репресій — ув'язнення політично активних українців до Бригідок. Персонажі роману майже буденно згадують про політв'язнів: на початку роману Марта гадає, чи був Юліан у складі нещодавно звільненої групи політв'язнів; Полянський також в розмові з Мартою каже, що нібито випустили групу «політичних», крім того, професор Ридан повідомляє Марті про групу політв'язнів, яку начебто випустили з Бригідок. Коли Марта розповідає батьку, що її наречений сидить у тюрмі «за політику», він не висловив подиву, а лише махнув рукою, та попередив Марту, щоб вона про це не казала матері та сестрам. Тобто, ув'язнення «за політику» не сприймається героями твору як щось екстраординарне, а скоріше, як реальність їхнього життя.
У діалозі з маленькою Олесею Марта пояснює дівчині, що в тюрмі перебувають не лише злочинці, а й чесні люди. Серед осіб, яких спіткає доля політв'язнів: підпільний революціонер-комуніст Микола Павлюк (один з персонажів роману «Люди зі страху» Андріяшика), Верес, колишній майстер, звільнений за те, що виступав проти мілітаризації залізниць, каторжанин Прокоп Повсюда (головний герой роману «Люди зі страху» Андріяшика), український письменник Осип Маковей, лікар, який за словами Юліана, «сидів у Бригідках за якусь незбагненну провину». Марта із відчаєм підсумовує, що основним населенням тюрм та концентраційних таборів є люди середнього віку, і в цьому, на її думку, полягає трагедія, оскільки, позбавлене серцевини, суспільство стає невибагливим та всеїдним.
Репресії створюють атмосферу страху та обережності. «Мамо, чого мені страшно, коли я вчую слово „тюрма“»? — питає маленька Олеся в Марти. Завдяки репресіям, політика сприймається як щось небезпечне, і, мабуть, прагнучи уникнути небезпеки, Мартин батько повідомляє, що в його хаті заборонені розмови про політику, зізнаючись, що торік в нього вдома був майже «парламент». І сама Марта, в якийсь момент, ненавидить політку: «Мене як жінку доконали і висушили ваші чоловічі невдачі. Ваше політиканство, ваші намагання з'ясувати собі світ, у котрому судилося трохи помешкати», — зізнається вона Полянському.  Навіть проєкт відродження рідних шкіл, з якими носились «прудкі галичани», викликає в письменника Костя Грушевича побоювання, що такі заходи призведуть до репресій.

### Окупація
Ще однією важливою соціально-політичною темою є окупація Галичини. Марта уявляє собі діалог з письменником Василем Стефаником, який начебто каже: «Всі втіхи і прикрощі життя для мене з'єдналися в слові „окупація“. Воно таке криваве і безмежне, що я із зусиллям ковтаю кожний ковток повітря». Юліан прямо називає ситуацію, що склалась на Галичині окупацією і каже Марті: «Марта Чорнеза, либонь, знає, що народ Галичини не визнає польської окупації?»
Герої роману порівнюють польську та австро-угорську окупацію й більшість з них приходять до невтішних висновків. Юліан вважає, що на місці Австро-угорської імперії виникли держави, що успадкували всі її вади. В діалозі з одним із в'язнів, який стверджував, що і в умовах окупації «можна дещо робити» і посилався на австрійський досвід, Юліан відповів, що всі складники окупації залишились без змін: «край стає колонією, землею визиску, переслідується українське слово, скорочуються українські видання, за винятком слуг колонізаторів, утискується українська інтелігенція. При Австрії тисячі душ поглинув Талергофський концентраційний табір, за кілька років нового ладу не менше ковтнув Тухольський.» Батько Марти згадує, що за часів Австро-Угорщини можна було опиратись полякам, а за часів Польщі — «червоній схизмі», маючи на увазі радянську Росію, але підсумовує, що може й так статись, «що треба буде всіх хвалити, бо всі нас рятували».
Тільки сивоусий мандрівний актор, слова якого Марта почула в потягу, зберігає певний оптимізм: «Нас і турчили, і онімечували, і полонізували, та байстрюки, що переличковувалися на чужинецький лад, поздихали, а народ є.»

### Символізм Полтви
Головним символом роману виступає забруднена нечистотами та замурована в бетон річка Полтва, що тече піді Львовом. Річка стає символом зіпсованого репресіями життя. Однак, Полтва не тільки символ замурованого в бетон політичного та громадського життя українців за часів польського уряду, а й, цілком можливо, життя українців за радянських часів.

### Катари
У своїх спогадах, Марселла звертається до катарів, які не визнавали авторитет Римської католицької церкви та її обряди, про яких вона чула від священника, отця Новачука. Марта також згадує, що в гімназії поширювався лист про трагедію катарів. В «Полтві» катари постають як люди, основою життя яких були «любов, праця, віра в земну справедливість…» Хрестоносці намагались підкорити катарів шляхом грабунків, пожеж, різанини, смерті впродовж шістдесяти років, однак, катари не підкорювались, хоча частина їх після років різанини приєдналась до Римської католицької церкви.  Згадка про катарів, про спроби їх знищити та примусити зректись своїх релігійних переконань, наводить на аналогію з українцями в умовах польської окупації: українці теж стояли перед вибором — або спольщитись, а відтак зректись коріння, або загинути (в тюрмі, або від злиднів, до яких приводила відмова йти на компроміси).

## Сприйняття
Радянська критика сприйняла роман переважно негативно. Підставою критики, зокрема, було зображення подій на Галичині «у відмінній від марксистської історіографічній манері.»
У 1970 році з'являється критична стаття Богдана Дудикевича  під назвою «Чисті джерела теми в потоці суб'єктивізму» у виданні «Радянська Україна». Дудикевич атакує роман через те, що в ньому робиться недостатній акцент на класову боротьбу. Крім того, Дудикевич вважає, що для багатьох персонажів роману характерна «класова та соціальна невизначеність», а також «політична невиразність.» Зазнав критики й головний герой, Юліан, який називає себе комуністом. На думку Дудикевича, Юліан не схожий на «комуністів, членів КПЗУ, загартованих у нелегких боях, багато з яких, як відомо, віддали життя в боротьбі за революційну справу.» Дудикевич висловлює подив, що в романі не знайшлося місця персонажам революційно налаштованих робітників, селян, інтелігенції та розповіді про «їх могутні виступи й демонстрації, що відбувалися під керівництвом КПЗУ проти окупаційного режиму польського поміщицького уряду та його спільника — української буржуазії.» Головну сюжетну лінію роману, а саме, зусилля задля створення підпільного університету, Дудикевич розносить з тієї позиції, що «питання про університет ніколи не було основною ланкою революційного руху в Західній Україні.» На додаток, Дудикевич критикує Анріяшика за те, що він у своєму романі оминає такі теми, як протидія уряду ЗУНР Червоній Армії, «антинародні дії уніатської церкви в самій Галичині», та шкодує, що Анріяшик «не завжди виявляє своє ставлення до міркувань персонажів».
Богдан Горинь висуває версію, що статтю «Чисті джерела теми в потоці суб'єктивізму» «написав за дорученням КГБ якийсь продажний писака, партійні органи познайомили з тою писаниною Дудикевича, який дав згоду поставити своє прізвище.» На його думку, метою такої розгромної статті було показати, що «старі комуністи», обізнані про історичний період, описаний в романі, критично ставляться до «Полтви».
6 січня 1971 «Полтву» засуджують на засіданні Київської письменницької організації. Зокрема, засідання під головуванням Петра Гуріненка було спеціально присвячено роману «Полтва». Виступаючі на засіданні вказували на «серйозні ідейні та художні прорахунки» автора роману. Дмитро Бедзик розкритикував роман за те, що в ньому не показано «героїчну історію робітничого класу Західної України та її бойового авангарду — КПЗУ», а Леонід Новиченко вбачав у романі недопустимі підтексти та двозначність та звинуватив Андріяшика у тому, що він «вустами своїх героїв намагається дати інші, ніж загальноприйняті у марксистській історіографії, оцінки діяльності горезвісної ЗУНР та її діячів».
В січні 1971 року були надруковані розгромні статті у «Літературній Україні». В травні 1971 року на Шостому з'їзді письменників радянської України Павло Загребельний, у своїй доповіді «Нові обрії української радянської прози» вказав на те, що в «Полтві» події описуються однобоко та применшується роль комуністів, а на перший план висуваються «патріоти». На цьому ж з'їзді Леонід Новиченко в своїй доповіді «Проблеми і завдання критики» зазначив, що «голоси старих комуністів, що добре знають західноукраїнську дійсність 20-х рр.» допомогли встановити істину, «в світлі якої було справедливо вказано на істотні хиби роману».
За повідомленням видання української діаспори «Сучасність» в 1974 році до всіх бібліотек України було надіслано циркуляр із вимогою вилучити, серед інших книжок, роман «Полтва».
Діаспорянська літературна критика загалом прихильно поставилась до «Полтви», про що свідчить той факт, що роман надрукували в «Сучасності». Також, в «Сучасності» була надрукована стаття Івана Кошелівця, який відкидав радянську критику «Полтви». На закиди, що «Полтва» описує події у відмінній від марксистської історіографії манері, Кошелівець із сарказмом відповідає: «істина, право показати читачеві світ інакше, ніж його бачать інші, — заказані письменникові, воля йому лише укладати варіяції „загальноприйнятих оцінок“».
За часів незалежності України «Полтва» отримує схвальні відгуки. Любов Ободянська вважає «Полтву» інтелектуальною прозою, оскільки роман насичений філософськими міркуваннями про волелюбство, непокору, духовне життя, а також містить численні цитати вчених.